# جیجیم‌لی (لاچین)
جیجیم‌لی (ترکی آذربایجانی: Cicimli) یک منطقهٔ مسکونی در جمهوری آرتساخ است که در استان کاشاتاق واقع شده‌است.